# Musca fulvicornis
Musca fulvicornis este o specie de muște din genul Musca, familia Muscidae. A fost descrisă pentru prima dată de Zetterstedt în anul 1859.
Este endemică în Sweden. Conform Catalogue of Life specia Musca fulvicornis nu are subspecii cunoscute.